# رأب القحف
رأب القحف هو إحدى الوسائل الجراحية لإصلاح عيب أو تشوه في الجمجمة. يعد رأب القحف إجراءً قديمًا مثله في ذلك مثل النقب. يوجد دليل على إجراء الجراحين في شعب إمبراطورية إنكا وشعب الموسكا لعملية رأب القحف باستخدام معادن نفيسة ونباتات اليقطين. لم يناقش علماء الجراحة الأوائل، مثل هيبوكراتس وجالين، رأب القحف، ولم يكن موجودًا حتى القرن السادس عشر الميلادي والذي ظهر فيه رأب القحف في صورة صفيحة ذهبية أشار إليها فالوبيوس. سجل جوب جنسون فان ميكيرين أول تطعيم جراحي للعظام، حيث لاحظ جوب في عام 1668م استخدام عظم الكلبيات لإصلاح عيوب الجمجمة في إنسان روسي. تمثل التطور التالي لرأب القحف في الأساس التجريبي في مجال التطعيم الجراحي للعظام، حيث تم إجراء هذه الخطوة في أواخر القرن التاسع عشر الميلادي. 
أصبح استخدام وسائل التطعيم الجراحي الذاتي لإجراء رأب القحف أمرًا شائعًا في بداية القرن العشرين. وفرت طبيعة حروب القرن العشرين التي سادها الدمار دافعًا للبحث عن لدائن ومعادن بديلة لتغطية هذا الكم الكبير من عيوب الجمجمة. تم على نطاق واسع استبدال البدائل المعدنية للعظام بلدائن عصرية. إضافة إلى ذلك، تم طرح الميثيل الميثاكريليت في عام 1940 ويعد حاليًا المادة الأكثر استخدامًا. تتجه الآن الأبحاث في مجال رأب القحف نحو تحسين قدرة المضيف على إعادة تكوين العظام. نظرًا لكونهم يلعبون دور ناقبي الجمجمة في العصر الحالي، فإنه ينبغي على جراحي الأعصاب المعرفة بكيفية تطور أسلوب إصلاح ثقب في الرأس. تُستخدم غالبًا الأساليب ثلاثية الأبعاد لتطوير أحجام الصفائح والبحث داخل الموضوع محل الدراسة.